# سایه‌های محوشونده
«سایه‌های محوشونده» (به انگلیسی: Fading Shades) آلبومی از هنرمند اهل آلمان ساندرا کرتو است که در سال ۱۹۹۵ میلادی منتشر شد.